# گمینا سنجشوو
گمینا سنجشوو (به لهستانی:  Gmina Sędziszów) یک گمینا در لهستان است که در شهرستان یندژیوف واقع شده‌است. گمینا سنجشوو ۱۴۵٫۷۱ کیلومتر مربع مساحت و ۱۳٬۱۱۶ نفر جمعیت دارد.